# Vollenhovia undecimalis
Vollenhovia undecimalis är en myrart som beskrevs av Horace Donisthorpe 1948. Vollenhovia undecimalis ingår i släktet Vollenhovia och familjen myror. Inga underarter finns listade i Catalogue of Life.

## Bildgalleri

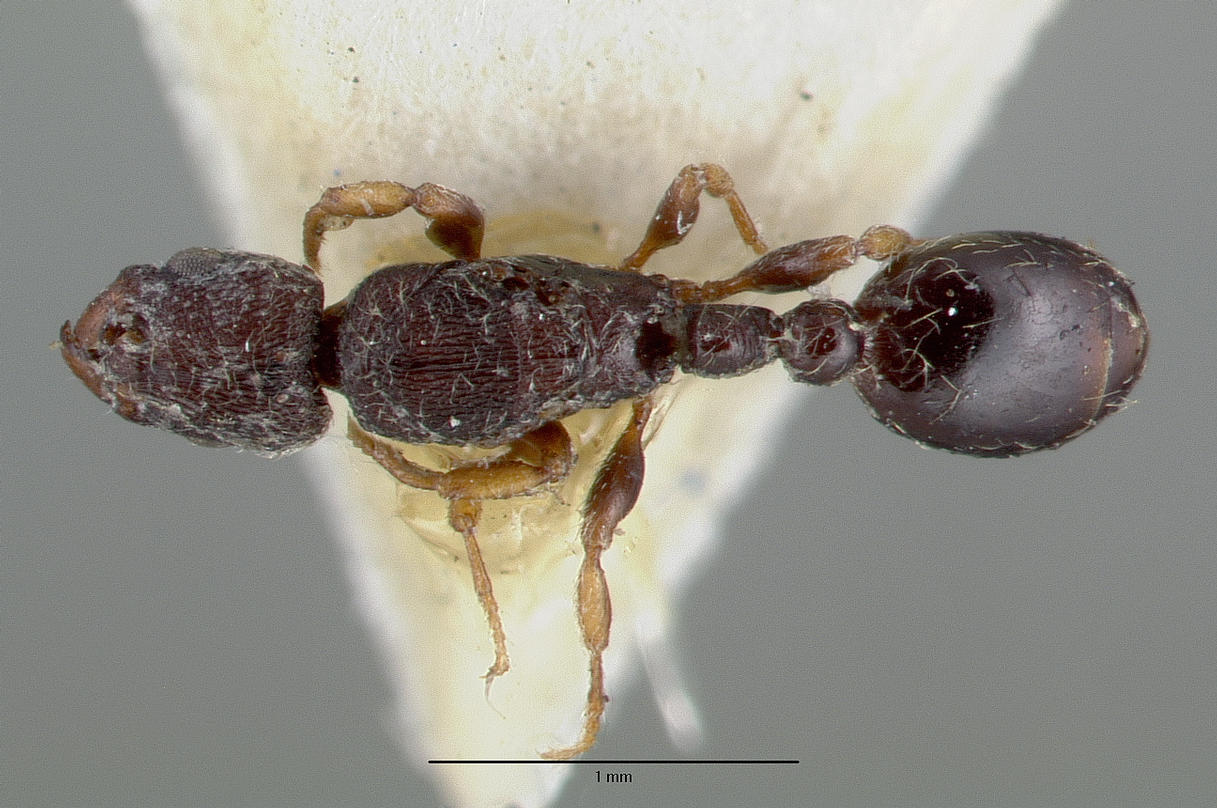
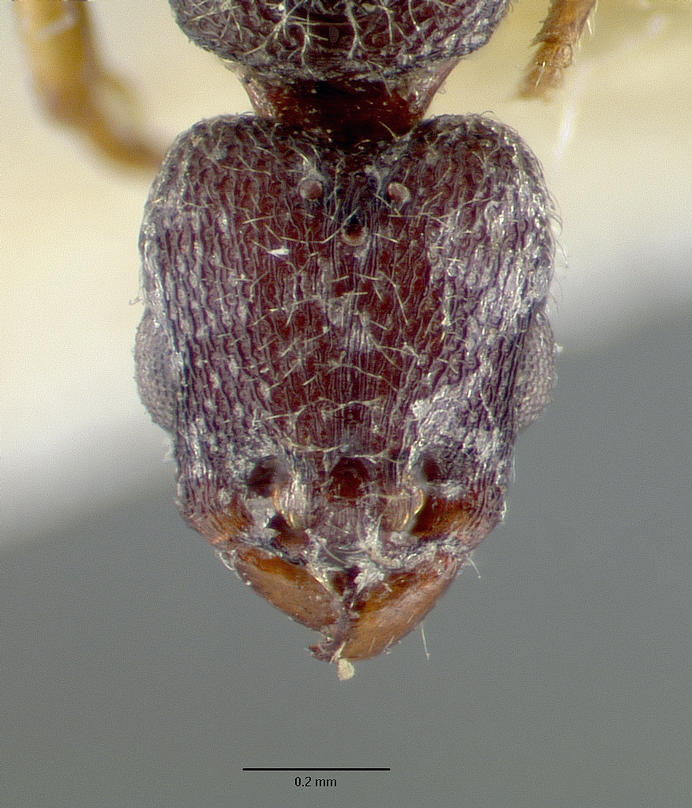
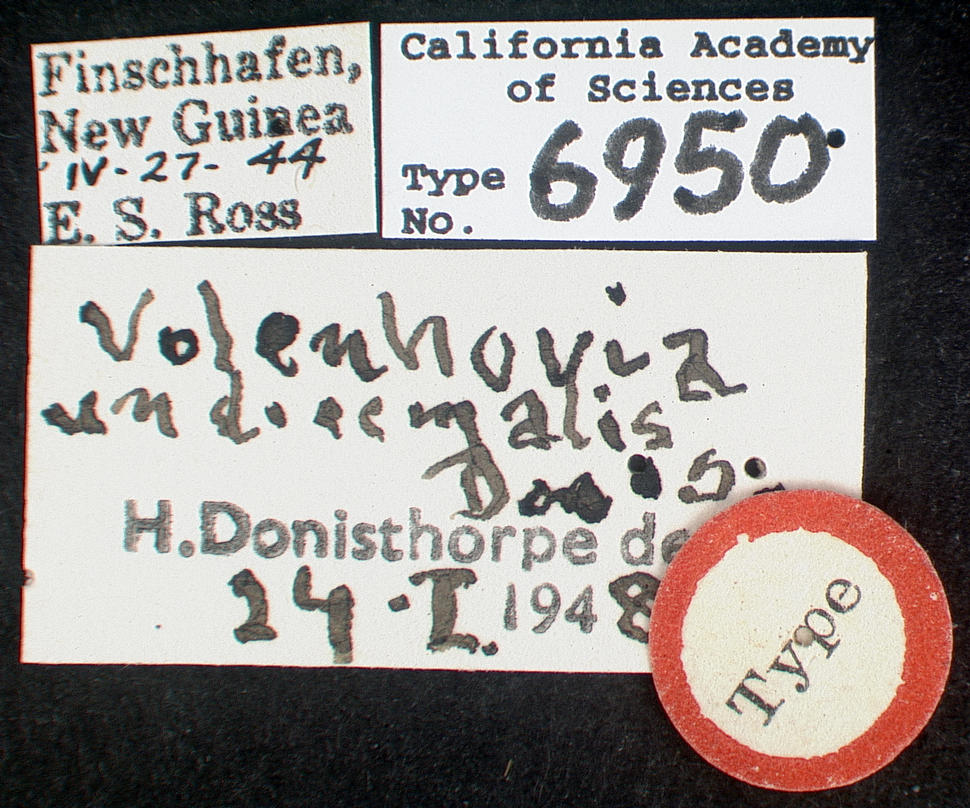
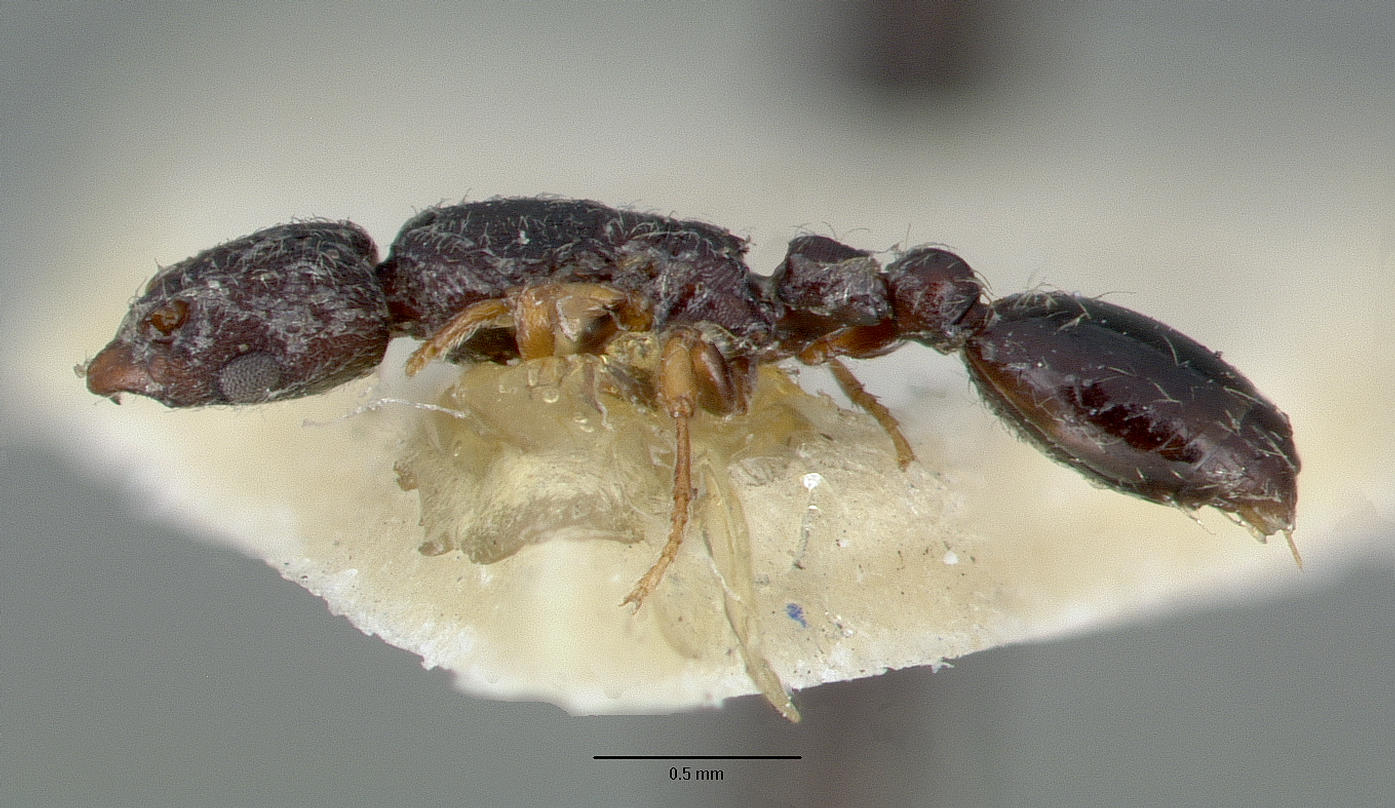